# Skäftestjärnen, Härjedalen
Skäftestjärnen är en sjö i Bergs kommun i Härjedalen och ingår i Ljungans huvudavrinningsområde.